# Serra del Bosc Gran
La Serra del Bosc Gran és una serra que fa de límit entre els termes municipals de Castellterçol i de Sant Quirze Safaja, a la comarca del Moianès.
Està situada a l'extrem sud-oriental del terme castellterçolenc i en el sud-occidental del de Sant Quirze Safaja, al nord-est del Collet dels Termes. És a ponent del Bosc Gran, i a llevant de les Planes.